# Ramona Soldevila Cirés
Ramona Soldevila Cirés (Florencia, 10 de febrero de 1896- ?) fue una republicana española, militante de Esquerra Republicana de Catalunya. Trabajó en el Ayuntamiento de Manresa y al estallar la Guerra Civil, fue voluntaria en el frente de Mallorca. Se desconoce el lugar y la fecha de su muerte, aunque algunas investigaciones apuntan a que podría ser la quinta miliciana fusilada en Manacor el 5 de septiembre de 1936.

## Biografía
Hija de padres catalanes, nació en Florencia en 1896, llegó a Manresa a principios de 1920 con su esposo Josep Sallés Merli. Tras la muerte de su marido en 1922 se hizo cargo de la empresa familiar, un centro de suscripciones, reparto y venta de prensa, y también de la regencia del quiosco de la Plaza de Sant Domènec, actualmente conocido como el Quiosco del Arpa. En 1929, fue corresponsal del periódico La Vanguardia en la capital del Bages. Fue la primera mujer en Manresa que condujo una motocicleta y vistió pantalón. Firme defensora de la clase trabajadora y de los derechos de las mujeres, en 1931 se afilió a Esquerra Republicana de Catalunya, y formó parte de la ejecutiva de la sección femenina que presidía Antonieta Feliu Miró. Participó activamente en movilizaciones ciudadanas, especialmente en la campaña a favor del estatuto de autonomía y del voto femenino.
En 1934, por motivos de salud, vendió el quiosco y más adelante trabajó en el Ayuntamiento de Manresa. En julio de 1936, ante la amenaza que sufría el gobierno de la República, debido a la sublevación de los militares golpistas, Soldevila, férrea defensora de la libertad y la igualdad entre hombres y mujeres, se presentó voluntaria en la Sección Femenina de las Milicias Antifascistas Obreras y Campesinas que dirigía la líder republicana Gavina Viana Viana. Hay documentos que certifican que embarcó el 16 de agosto en el barco Ciutat de Tarragona, con la columna del capitán Antonio Calero Barceló en dirección al frente de Mallorca. El comandante jefe de todas las columnas que operaron en las Islas Baleares, fue Albert Bayo Giraud, miembro de la Unión Militar Republicana Antifascista, designado por el presidente Lluís Companys. Se calcula que unos 6000 combatientes con el apoyo de hidroaviones, un acorazado, un crucero y dos destructores, se desplegó entre Porto Cristo y las cordilleras de Son Servera, donde lograron establecer una cabeza de puente de más de 10 km. Sin embargo, la superioridad numérica de las tropas franquistas y los constantes ataques de la aviación italiana, hicieron fracasar la misión. El Gobierno de Madrid, presionado por el ministro de la marina Indalecio Prieto, ordenó la retirada urgente, y en la noche del 3 al 4 de septiembre, el capitán Bayo forzó el reembarco, dejando atrás avituallamientos, material bélico y 40 milicianos y 5 milicianas que abandonados a su suerte fueron rápidamente capturados. Las mujeres, tratadas de prostitutas, fueron vejadas, violadas y torturadas, y todos ellos fusilados en Manacor el 5 de septiembre de 1936. Sus cuerpos nunca han sido recuperados.
Las búsquedas realizadas por los historiadores Gonzalo Berger y Tània Balló a partir de fotografías, documentos y testigos, permitieron establecer con seguridad la de entidad de cuatro de las milicianas. La aparición de un diario de campaña y una vieja fotografía, tomada justo antes de ser fusiladas, apuntaban a que Soldevila podría ser la quinta mujer, pero el hallazgo hecho por historiadores manresanos de Memoria.cat de unos recibos de subsidios del ayuntamiento, posteriores a la fecha del fusilamiento, volvieron a poner en duda esta suposición, aunque no pudo identificarse, ni demostrar quién les cobró. A la espera de pruebas más concluyentes, el destino final de Soldevila sigue siendo un misterio.

## Reconocimientos
En 2018, se estrenó el documental Milicianes dirigido por Tània Balló y Jaume Mirò, y producido por TV3, basado en estos hechos.